# 家族になろうよ/fighting pose
『家族になろうよ／fighting pose』（かぞくになろうよ／ファイティング・ポーズ）は、福山雅治27枚目のシングル。2011年8月31日発売。制作はユニバーサルJ、発売・販売元はユニバーサルミュージック。   

## 解説
前作「蛍／少年」からおよそ1年ぶりのシングル。通常シングルCDは発売3か月くらい前から製作を始めるが、本作は7週間前という比較的短期間で製作が始まった。表題曲2曲のMusic Clipは、全国ツアー『FUKUYAMA MASAHARU WE'RE BROS. TOUR 2011 THE LIVE BANG!!』の合間にあった3週間で制作した。
発売形態は、初回限定「I'm with U キミと、24時間ラジオ」スペシャル・アンプラグドライヴ DVD付 盤 〜東日本大震災 チャリティシングル〜、「家族になろうよ / fighting pose」Music Clip DVD付 盤、通常盤の3種類で発売された。アンプラグドライヴの映像は資料用として撮影していたために画質は少々荒くなっているが、迫力があるものをということでズームなどの編集を加えるなどの再構成がされ収録している。
オリコンチャートは初週15.5万枚を売り上げて初登場1位となり、男性ソロ・アーティスト歴代1位となるシングル・アルバムの総売り上げ枚数が約2,127万枚（シングル1,316.7万枚、アルバム810.3万枚）となった。その後は翌年にかけてシングルチャートにランクインし、オリコン登場回数82回のロングヒットになった。
2011年9月9日には台湾でも発売された（「I'm with U キミと、24時間ラジオ」スペシャル・アンプラグドライヴ DVD付 盤のみ発売）。

## 収録曲
全曲 作詞・作曲：福山雅治 / 編曲：福山雅治、井上鑑

### CD
1. 家族になろうよ
リクルート結婚情報誌「ゼクシィ」CMソング。テレビ東京系バラエティ番組『家族になろう（よ）』イメージソング（2012年）。
東日本大震災の影響により全国ツアーが中断している最中に歌詞が書かれた。
CD発売前の2011年4月から着うたが、6月からはmoraにてPC配信されていた（福山の楽曲がPC配信されたのは初めてであった）。ブライダルシーズンになるとCD化の要望が多く寄せられた[9]。
2011年12月に発売された「ゼクシィ」2012年2月号では、インストゥメンタル「家族になろうよ オーケストラバージョン」が収録されたCDが特別付録として付属されていた[10]。
『第62回NHK紅白歌合戦』にパシフィコ横浜 展示ホールから生中継で出場し「家族になろうよ」を披露した[11]。
テレビ東京系バラエティ番組『家族になろう（よ）』イメージソング起用の際には、番組MCの岡村隆史が2012年3月31日放送のニッポン放送『福山雅治のオールナイトニッポンサタデースペシャル・魂のラジオ』にゲスト出演し、福山はこの曲やタイトルを同番組で使用することを正式に承諾して番組の題字も書いた（詳細は家族になろう（よ）を参照）[12]。
2014年には『スターズ・オン・アイス ジャパン・ツアー2014』の演目「グループ・ナンバー」に選曲され、日本を代表するフィギュア・スケーター7名が「家族になろうよ」の演奏に合わせてパフォーマンスした[13]。
日本音楽著作権協会（JASRAC）の著作権使用料分配額（国内作品）ランキングで2012年度の年間6位[14]、2013年度の年間9位[15]を獲得した。
2. fighting pose
WOWOW 開局イメージソング[16]。
全国ツアー『FUKUYAMA MASAHARU WE'RE BROS. TOUR 2011 THE LIVE BANG!!』の合間のおよそ3週間で制作された楽曲。曲自体はそれ以前に作られていたものだが、歌のレコーディングではなかなか歌い慣れることができず時間がかかったという。
ラジオでの初オンエアはCD音源の締め切り前でまだ制作中であったので、Music Clip収録時の音源でオンエアされた。
使用ギターはポール・リード・スミス・Modern Eagle、ジェームス・タイラー・Studio Elite Chameleon、ギブソン・カスタムショップ・レスポール（デュアン・オールマン・モデル） '04。
3. HARD RAIN from WE'RE BROS. TOUR 2011「THE LIVE BANG!!」
1992年に発売された4枚目のアルバム『BOOTS』収録曲。全国ツアー『FUKUYAMA MASAHARU WE'RE BROS. TOUR 2011 THE LIVE BANG!!』大阪城ホール公演からのライヴ音源。ベストアルバム『THE BEST BANG!!』に収録している「逃げられない」（3枚目のシングル「風をさがしてる」のカップリング曲）とどちらのライヴ音源を収録するか迷ったという[注釈 2]。
4. 家族になろうよ Wedding Ver.
「結婚式で使用したい」という要望が多かったことを受けて制作された。ボーカルは新たに歌い直されている。
5. 家族になろうよ (Original Karaoke)
6. fighting pose (Original Karaoke)
7. 家族になろうよ Wedding Ver. (Original Karaoke)

### DVD

#### 「家族になろうよ / fighting pose」Music Clip DVD付 盤
1. 家族になろうよ (Music Clip)
監督は小松真弓。“かつての自分と今の自分”をクロスオーバーさせる内容になっている。後に映画『そして父になる』で共演した二宮慶多が出演している。
2. fighting pose (Music Clip)
監督は牧鉄馬。CD収録音源とはミックスが異なっている。これはMusic Clip制作の締め切りがCD制作の締め切りより早かったためであり、その時点で完成していたミックスを収録したためである。

#### 初回限定 「I'm with U キミと、24時間ラジオ」スペシャル・アンプラグドライヴ DVD付 盤〜東日本大震災 チャリティシングル〜
1. HELLO
2. 幸福論
3. 蛍
4. 群青 〜ultramarine〜
5. 心color 〜a song for wonderful year〜
1コーラス目Bメロの歌詞が変更されたバージョンで収録されている。

## ミュージシャン
| 家族になろうよ - Vocal & Guitar:FUKUYAMA MASAHARU - Keyboards:INOUE AKIRA - Drums:YAMAKI HIDEO - Bass:TAKAMIZU KENJI fighting pose - Vocal & Guitar:FUKUYAMA MASAHARU - Keyboards:INOUE AKIRA - Drums:YAMAKI HIDEO - Bass:TAKAMIZU KENJI - Guitar:HIJIKATA TAKAYUKI | HARD RAIN - Vocal:FUKUYAMA MASAHARU - Keyboards:INOUE AKIRA - Drums:YAMAKI HIDEO - Bass:TAKAMIZU KENJI - Guitar:KON TSUYOSHI / OGURA HIROKAZU - Percussion:MATARO - 2nd Tambourine:KINBARA CHIEKO - Chorus:FUCHIGAMI YOSHITO / TSUBOKURA YUIKO / TIGER 家族になろうよ Wedding Ver. - Vocal & Guitar:FUKUYAMA MASAHARU - Piano:INOUE AKIRA - Wood Bass:TAKAMIZU KENJI - Strings:KINBARA CHIEKO STRINGS - Trombone:MURATA YOICHI - Bass Trombone:FUJII RYOTA - Horn:FUJITA OTOHIKO / TAKAHASHI TAKANORI - Flute & Alto Flute:KURODA YUKI - Percussion:MATARO |

## カバー作品
家族になろうよ
- クリス・ハート - （2013年6月5日、『Heart Song』）
- mihimaru GT - （2013年8月28日、『mihimania IV〜コレクション アルバム〜』）
- 平井堅 - （2014年5月28日、『Ken's Bar III』）
- 山内惠介 - （2016年10月19日、『ライブカバーアルバム「惠音楽会」ポップス・歌謡編』）